# الطريق الوطنية رقم 8 (المغرب)
الطريق الوطنية رقم 8 هي طريق وطنية تربط بين الصويرة وكالا إريس، ويبلغ طولها الإجمالي 862 كلم.

## الطرق السريعة
تتوفر الطريق الوطنية رقم 8 على الطرق السريعة التالية:
- الطريق السريع بين فاس ومحطة الأداء للدخول إلى الطريق السيار.
- الطريق السريع بين الصويرة وشيشاوة بطول 113 كلم.